# Archelaos (Kappadokien)

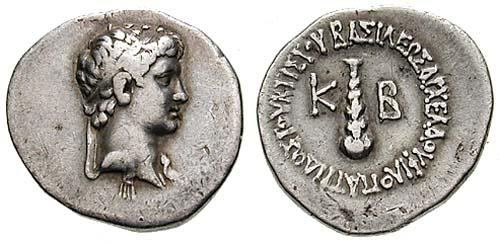
Drachme des Archelaos

Archelaos (altgriechisch Ἀρχέλαος Archélaos; * um 63 v. Chr.; † 17 n. Chr.) war um die Zeitenwende ein römischer Klientelkönig in Kappadokien in Kleinasien. Er wird auch „Archelaos Sisines“ oder „Sisina“ genannt und führte auf seinen Münzen den Beinamen Philopatris. Er war der Vorfahre zweier Könige von Armenien.

## Herkunft
Archelaos war ein Urenkel des gleichnamigen Feldherrn des Königs Mithridates VI. des Großen. Dieser Urgroßvater des hier behandelten Archelaos bewog die Griechen zum Abfall von Rom, wurde aber von Sulla 86 v. Chr. bei Chaironeia und 85 v. Chr. bei Orchomenos geschlagen und floh, bei Mithridates verdächtigt, zu Beginn des Zweiten Mithridatischen Krieges zu den Römern, die er fortan gegen Mithridates unterstützte.
Archelaos’ Großvater war der Sohn des vorher erwähnten Generals, ebenfalls mit dem Namen Archelaos. Er wurde von dem römischen Feldherrn Gnaeus Pompeius Magnus zum Hohepriester des pontischen Tempelstaats von Komana ernannt und war später kurzzeitig (56–55 v. Chr.) König von Ägypten und Gatte der ägyptischen Herrscherin Berenike, der älteren Schwester der berühmten Kleopatra VII.
Archelaos’ gleichnamiger Vater übernahm das einträgliche Amt des Hohepriesters von Komana in Pontus, das mit einer königgleichen Stellung verbunden war. Er wurde jedoch 47 v. Chr. von dem römischen Feldherrn Gaius Julius Caesar im Rahmen einer politischen Neuordnung der Region abgesetzt.

## Königtum

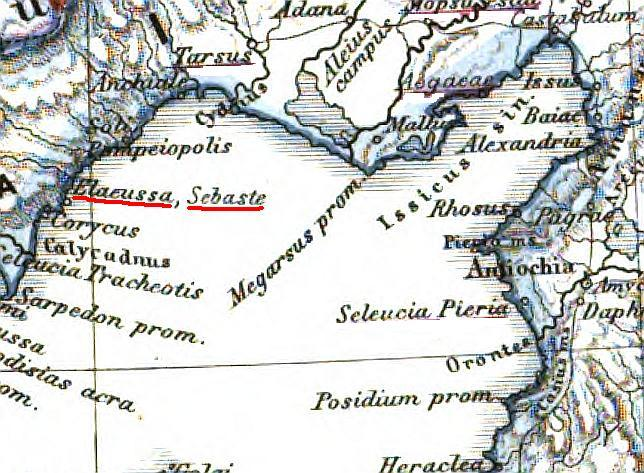
Elaiussa Sebaste an der kilikischen Küste

Weil der Triumvir Marcus Antonius 41 v. Chr., kurz vor seiner Begegnung mit Kleopatra VII., ein Kurzzeitverhältnis mit der schönen Glaphyra unterhielt, soll er deren Sohn Archelaos Sisines zum König von Kappadokien erhoben und diesbezügliche Ansprüche des Ariarathes X. zurückgewiesen haben. Der antike Kriegshistoriker Appian setzt dieses Ereignis in das Jahr 41 v. Chr., während der römische Geschichtsschreiber Cassius Dio es ins Jahr 36 v. Chr. datiert und mit einer von Antonius durchgeführten allgemeinen politischen Neuordnung des Orients in Zusammenhang bringt. Diese war u. a. deshalb notwendig, weil kurz zuvor ein gefährlicher, nur mühsam abgewehrter Einfall der Parther in Syrien und Kleinasien erfolgt war und sich damals viele römische Klientelherrscher auf die Seite der Eindringlinge gestellt hatten. Anfang 36 v. Chr. setzte Antonius neue, vertrauenswürdige Männer als Könige in Klientelreichen ein oder vergrößerte die Gebiete von während der Partherinvasion den Römern treu gebliebenen Monarchen. Die größten Profiteure der Verwaltungsreform des Triumvirn waren dessen Geliebte Kleopatra VII. und der jüdische König Herodes der Große. Außerdem erhielt Polemon I. Pontos, Amyntas Galatien und Archelaos eben Kappadokien.
Der Historiker Ulrich Wilcken interpretiert die unterschiedlichen Zeitangaben bei Appian und Cassius Dio dahingehend, dass Antonius 41 v. Chr. Archelaos zwar zum König von Kappadokien ernannt, ihn aber nicht weiter unterstützt habe, so dass sich Archelaos gegen den letzten Angehörigen des alten kappadokischen Königshauses, Ariarathes X., erst 36 v. Chr. habe durchsetzen können, als letzterer vom Triumvirn vertrieben worden war. Dagegen glaubt Christoph Schäfer, dass Antonius 41 v. Chr. Ariarathes X. auf dem kappadokischen Thron akzeptiert und erst 36 v. Chr. wegen dessen Partherfreundlichkeit durch Archelaos ersetzt habe. Jedenfalls wurde Archelaos erst 36 v. Chr. unbestrittener König, wozu auch die Angabe des römischen Geschichtsschreibers Tacitus passt, dass Archelaos 50 Jahre lang herrschte, bis er 14 n. Chr. in Rom inhaftiert wurde.
Das Königreich Kappadokien erstreckte sich in der Antike südlich von Pontus und Galatien und nördlich von Kilikien. Es lag in einem rauen und nahezu städtelosen Teil Kleinasiens und stellte mit seinen wilden Bergvölkern in mancher Hinsicht ein unterentwickeltes Gebiet dar. Der Hauptort war Mazaka. Er wurde später in „Caesarea“ umbenannt (heute Kayseri, in der Türkei).
Wie alle Klientelfürsten der östlichen römischen Reichshälfte unterstützte auch Archelaos 32/31 v. Chr. Antonius in dessen Auseinandersetzung mit Octavian, dem späteren Kaiser Augustus, um die Alleinherrschaft des Römischen Imperiums. Doch der kappadokische König wechselte rechtzeitig die Seiten, so dass er von Octavian nach dessen Sieg (30 v. Chr.) in seiner Herrschaft bestätigt wurde.
Archelaos kam als landfremder König nach Kappadokien und er muss anfangs auf eine gewisse Opposition gegen seine Herrschaft gestoßen sein. Cassius Dio berichtet, dass gegen Archelaos (um 23 v. Chr.) von seinen Untertanen bei Kaiser Augustus in Rom Klage erhoben wurde. Archelaos erflehte zur Abwendung dieser Klage die Hilfe des jungen Tiberius (des späteren Kaisers), der damals gerade seine öffentliche Laufbahn begann. Es gelang Tiberius, für Archelaos einen Freispruch von der Anklage zu erwirken.
20 v. Chr. erweiterte Augustus, der offensichtlich mit den Regierungsleistungen von Archelaos zufrieden war, dessen Reich um einen Teil von Kilikien. Der Erwerb des kilikischen Küstenstreifens war für Archelaos Anlass, seine Residenz aus dem kappadokischen Mazaka auf die (wesentlich angenehmere und für Reisende besser erreichbare) kilikische Insel Elaiussa (auch Elaioussa, Elaeusa oder Eleusa geschrieben) zu verlegen, wo er sich einen Palast erbauen ließ. Archelaos benannte den Ort zu Ehren von Kaiser Augustus in „Sebaste“ (griechisch für „Augustus“) um.
Archelaos Sisinnes hatte mit seiner ersten Ehefrau, deren Herkunft und Namen uns nicht überliefert worden sind, eine Tochter Glaphyra, die er nach ihrer Großmutter väterlicherseits benannte. Glaphyra heiratete in erster Ehe den jüdischen Prinzen Alexander, den unglücklichen Sohn Herodes’ des Großen. Aus dieser Ehe gingen zwei Kinder hervor: Tigranes und Alexander. Tigranes wurde als Tigranes V. König von Armenien. Ein Sohn seines Bruders Alexander war später (58–63 n. Chr.) als Tigranes VI. ebenfalls König von Armenien.
Wie der jüdische Historiker Flavius Josephus berichtet, besuchte Herodes der Große Archelaos in dessen neuer Residenz in Elaiussa. Auch Archelaos hielt sich in Jerusalem auf, u. a. um als Vermittler in dem schwierigen, von Misstrauen und Verdächtigungen vergifteten Verhältnis zwischen Herodes dem Großen und dessen Sohn Alexander (dem Schwiegersohn des Archelaos) zu wirken. Flavius Josephus erzählt, mit welchem Geschick und diplomatischem Gespür es Archelaos gelang, eine Versöhnung zwischen Vater und Sohn zustande zu bringen. Allerdings ohne dauerhaften Erfolg: 7 v. Chr. wurden Alexander und sein Bruder Aristobulos auf Veranlassung ihres Vaters hingerichtet. Archelaos’ Tochter Glaphyra erhielt daraufhin ihre Mitgift rückerstattet und kehrte zunächst nach Kappadokien zurück. In zweiter Ehe war Glaphyra kurze Zeit mit dem mauretanischen König Juba II. verheiratet.
Als sich Tiberius, der bei Augustus in Ungnade gefallen war, im Rahmen eines freiwilligen Exils sieben Jahre auf der Insel Rhodos aufhielt (6 v. Chr. bis 1 n. Chr.), muss er auch König Archelaos Sisines begegnet sein. Dieser behandelte ihn jedoch trotz der Dienste, die Tiberius ihm erwiesen hatte, äußerst kühl, da ihm der Eindruck vermittelt wurde, dass Tiberius persona non grata am römischen Kaiserhof sei. Tiberius fühlte sich durch diese Geringschätzung in seiner Würde gekränkt und hegte seither einen tiefen Groll gegen Archelaos.
In zweiter Ehe war Archelaos mit Pythodoris oder Pythodorida (* um 35 v. Chr., † nach 19 n. Chr.), der Königin des kleinasiatischen Königreichs Pontus, verheiratet. Der Geograph Strabon berichtet, dass sie eine Tochter des Pythodoros von Nysa (bzw. Tralleis) und die zweite Gattin des erwähnten Königs Polemon I. von Pontus war. Ihr Vater war ein sehr reicher Mann, der als Statthalter (Asiarch) von Tralleis auch bereits hohe politische Funktionen ausgeübt hatte und ein Freund des römischen Feldherrn Pompeius gewesen war. Pythodoris, die von Strabon als fähige Regentin beschrieben wird, vermählte sich nach dem Tode ihres Gatten Polemon I. († 8 v. Chr.) mit Archelaos. Sie blieb in kinderloser Ehe bis zu seinem Tode bei ihm.

## Wissenschaftliche Interessen
Archelaos’ zweiter Schwiegersohn, der numidische König Juba II., ist als Autor wissenschaftlicher Werke bekannt geworden. Auch König Archelaos (vielleicht angeregt durch die Bekanntschaft mit Juba) hat ein mineralogisches Werk verfasst, das von dem griechischen philosophiehistorischen Schriftsteller Diogenes Laertios und dem römischen Autor Plinius in dessen Naturgeschichte zitiert wird. Nach den Zitaten bei Plinius zu urteilen, scheint sich Archelaos vor allem für Schmucksteine interessiert zu haben.

## Alter und Tod
Im Alter litt Archelaos unter einer zunehmenden Gicht und geistigen Schwächezuständen. Kaiser Augustus soll ihm – wie Cassius Dio erwähnt – sogar einmal aus diesem Grund zeitweilig einen Reichsverweser bestellt haben.
Sobald Tiberius im Jahre 14 n. Chr. römischer Kaiser geworden war, lockte er Archelaos durch einen Brief seiner Mutter nach Rom und klagte den hochbetagten König im gleichen Jahr vor dem Senat wegen angeblicher gesetzwidriger Neuerungen an. Archelaos entging der beantragten Todesstrafe wegen seines hohen Alters (und echter oder vorgetäuschter Demenzerscheinungen), starb aber bald danach (17 n. Chr.) im Arrest in Rom. Tacitus lässt offen, ob er einen natürlichen Tod fand oder Selbstmord beging.
Nach dem Tod Königs Archelaos wurde Kappadokien von Kaiser Tiberius in eine römische Provinz umgewandelt.